# 가스가이 제과

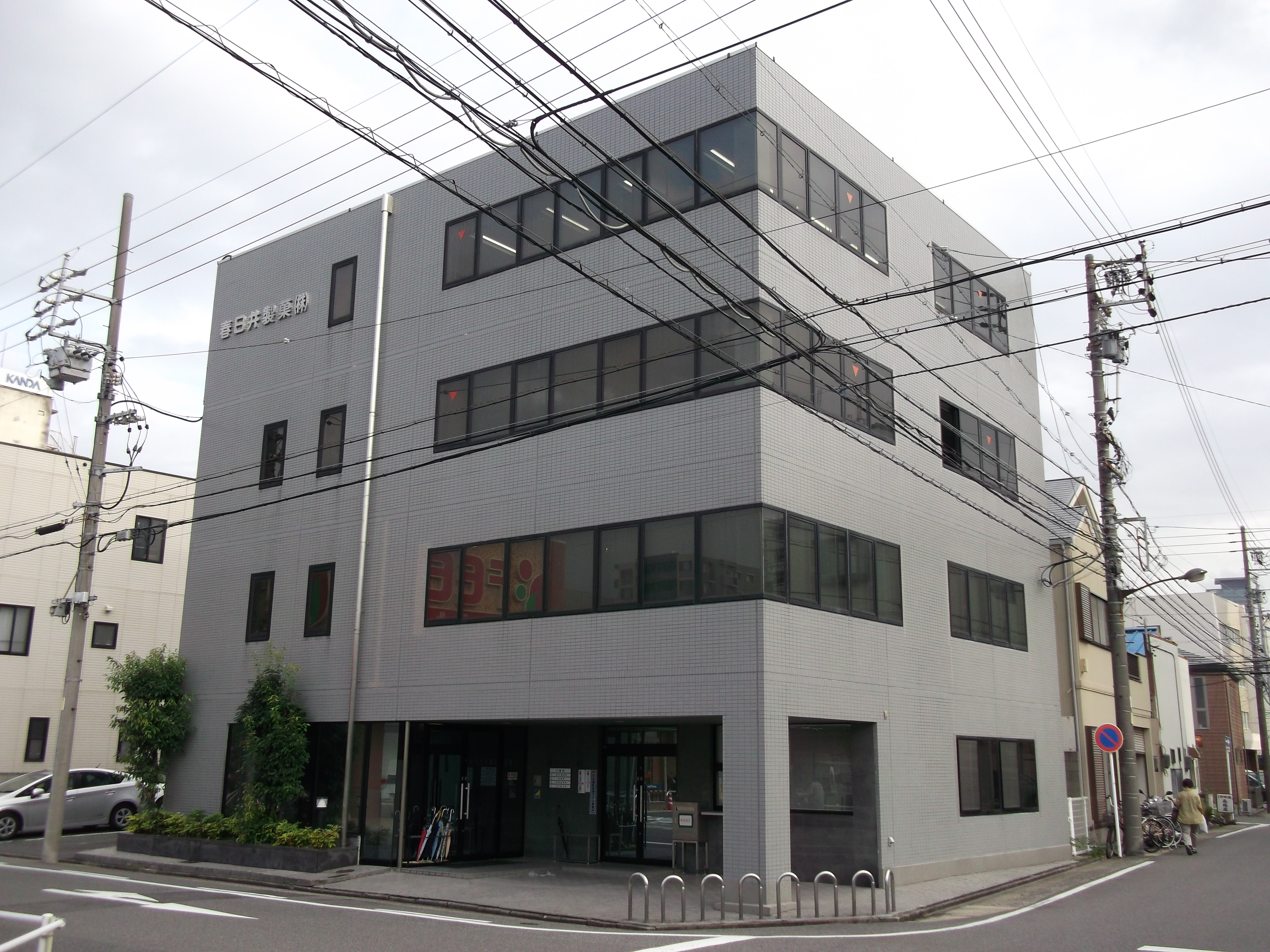
가스가이 제과 (나고야 본사)

가스가이 제과 주식회사(春日井製菓株式会社, Kasugai Seika Co. Ltd.)는 일본의 아이치현 나고야시에 위치한 사탕, 초콜릿류 제과 업체이다.
1928년 4월에 창립했으며, 1942년 5월에 유한회사로, 1948년 2월에 주식회사로 변경, 설립하였다.

## 본사·소재지
- 본사 : 아이치 현 나고야 시 니시 구 하나노키 1-3-14
- 나고야 지점 : 아이치 현 나고야 시 니시 구 하나노키 잇쵸우메 3번 14호
- 도쿄 지점 : 도쿄 도 아다치 구 무스끼 1-8-15
- 도쿄서지점 : 가나가와 현 사가미하라 시 히가시구 히가시린칸 3-11-2
- 오사카 지점 : 오사카 부 오사카 시 조토구 노에 2-19-6
- 후쿠오카 지점 : 후쿠오카 현 후쿠오카 시 하타카 구 하타카 역 미나미산쪼메 8-13